# Bomarea patinii
Bomarea patinii är en alströmeriaväxtart som beskrevs av John Gilbert Baker. Bomarea patinii ingår i släktet Bomarea och familjen alströmeriaväxter. Inga underarter finns listade i Catalogue of Life.